# Богдан
Богдан је мушко словенско презиме и  име, заступљено у Србији, Пољској, Русији, Украјини, Словенији, Бугарској, Румунији и Македонији. Превод је из грчког „Theodosios“, а које је изведено из речи „theos“ (Бог) и „dosis“ (онај који даје). Постоји и хебрејско име са истим значењем. У Србији је настало још у доба раног средњег века, о чему сведоче историјска документа и пописи становништва. Веома често се давало и то детету које су родитељи дуго и жељно очекивали, па су га сматрали даром од Бога.

## Популарност
У Србији је ово име од 2003. до 2005. године било на 32. месту по популарности, у Квебеку је 2007. било на 1.151. месту, а у јужној Аустралији је 1999. и 2003. било међу првих 550.

## Имендани
Један имендан годишње се слави у Бугарској 6. јануара, а четири у Пољској: 19. марта, 17. јула, 10. августа и 9. октобра.

## Изведена имена
Варијанта имена је и Божидар. Од овог имена изведена су имена Богдана, Богданка, Богић, Богоје, Богомир, Богосав, Бојка, Бојкица, Бојко, Боки, Бона и Бота.